# Jens Hüttmann
Jens Hüttmann (geboren 30. Juni 1975 in Hamburg; gestorben 25. Dezember 2020 ebenda) war ein deutscher Politikwissenschaftler.

## Leben
Hüttmann besuchte das Gymnasium Oldenfelde in Hamburg-Rahlstedt und wurde Mitglied des Hamburger Schachklubs von 1830. Von 1995 bis 2001 studierte er Politikwissenschaft, Soziologie und Volkswirtschaftslehre an der Universität Leipzig. Während des Studiums war er Mitarbeiter im Bildungswerk Weiterdenken (Dresden) bei der  Ausstellung „Vernichtungskrieg. Verbrechen der Wehrmacht 1941–1944“. Von 2003 bis 2005 war er Lehrbeauftragter am Institut für Politikwissenschaft mit Schwerpunkt Hochschulforschung, Redaktionsmitglied der Zeitschrift für Politische Psychologie und von 2001 bis 2007 Mitarbeiter am Institut für Hochschulforschung Wittenberg an der Martin-Luther-Universität Halle-Wittenberg.
Im Jahr 2007 promovierte er bei Alf Lüdtke zum Dr. phil. an der Arbeitsstelle für Historische Anthropologie der Universität Erfurt. Anschließend war er Mitarbeiter der Bundesstiftung zur Aufarbeitung der SED-Diktatur, bis 2009 im Projektbüro „20 Jahre friedliche Revolution“ und danach Leiter des Arbeitsbereichs schulische Bildungsarbeit. Von Mai 2018 bis Dezember 2020 war Jens Hüttmann stellvertretender Direktor der Landeszentrale für politische Bildung Hamburg.
Hüttmann war verheiratet und hatte eine Tochter.

## Veröffentlichungen (Auswahl)
- Mit Anna von Arnim-Rosenthal (Hrsg.): Diktatur und Demokratie im Unterricht: der Fall DDR. Metropol, Berlin 2017, ISBN 978-3-86331-337-1[6]
- „Früher hatten wir gar keine Beziehungen, jetzt haben wir wenigstens schlechte“: Geschichte der innerdeutschen Beziehungen 1945–1989. Landeszentrale für Politische Bildung Thüringen, Erfurt 2012, ISBN 978-3-943588-08-8
- DDR-Geschichte und ihre Forscher: Akteure und Konjunkturen der bundesdeutschen DDR-Forschung. Metropol, 	Berlin 2008, ISBN 978-3-938690-83-3[7]
- Mit Ulrich Mählert und Peer Pasternack (Hrsg.): DDR-Geschichte vermitteln: Ansätze und Erfahrungen in Unterricht, Hochschullehre und politischer Bildung. Hrsg. im Auftr. von HoF Wittenberg, Institut für Berufsschulforschung; Stiftung zur Aufarbeitung der SED-Diktatur, Metropol, Berlin 2004, ISBN 978-3-936411-50-8.[8]
- Die „Gelehrte DDR“ und ihre Akteure: Inhalte, Motivationen, Strategien: die DDR als Gegenstand von Lehre und Forschung an deutschen Universitäten. Unter Mitarbeit von Peer Pasternack. Institut für Hochschulforschung Wittenberg, Wittenberg 2004
- Mit Peer Pasternack (Hrsg.): Wissensspuren: Bildung und Wissenschaft in Wittenberg nach 1945. Drei-Kastanien-Verlag, Wittenberg 2004, ISBN 978-3-933028-85-3
- Wittenberg nach der Universität. Ausstellung 1. Juni 2002 bis 30. November 2002, Museum für Natur- und Völkerkunde Julius Riemer, Schloss Lutherstadt Wittenberg; Begleitheft zur Ausstellung, hrsg. von Jens Hüttmann unter Mitarbeit von Stefanie Götze und Peer Pasternack, Institut für Hochschulforschung, Wittenberg 2002